# Sugar (마룬 5의 노래)
"Sugar"(슈가)는 마룬 5가 발표한 노래이다. V (2014)의 세 번째 싱글이다. 2015년 1월 13일 발매되었다. 미국 빌보드 핫 100 차트에서 8위로 데뷔하여, 최고 순위 2위를 기록하였다. 대한민국의 가온 차트에서는 1위를 기록하였다.
오웬 윌슨 주연의 코미디 영화 《웨딩 크래셔》에서 영감을 받은 뮤직 비디오가 큰 인기를 끌었다.

## 곡 목록
| Digital download – Original 1. "Sugar" – 3:55 Digital download – Remix 1. "Sugar" (featuring Nicki Minaj) – 3:55 Digital download – 7th Heaven Club Mix 1. "Sugar" (7th Heaven Club Mix) – 6:48 | Digital download – Devault Remix 1. "Sugar" (Devault Remix) – 3:33 Digital download – Sicarii Remix 1. "Sugar" (Sicarii Remix) – 3:31 Digital download – Slaptop Remix 1. "Sugar" (Slaptop Remix) – 4:05 |

## 뮤직 비디오
전 싱글 "Singles"에 이어서 정규 구성원과 투어 구성원이 모두 다 같이 나오는 두 번째 뮤직 비디오이다.
2005년 개봉한 미국의 로맨틱 코미디 영화 《웨딩 크래셔》에서 영감을 받았으며, 큰 인기를 끌었다.

## 제작
마룬 5
- 애덤 리바인 - 보컬, 작사작곡
- 제시 카마이클 - 건반
- 미키 매든 - 베이스 기타
- 제임스 밸런타인 - 기타
- 맷 플린 - 드럼
- PJ 모턴 - 건반

기술진
- Henry Walter (헨리 월터)
- Jacob Hindlen (제이콥 힌드렌)
- Joshua Coleman (조슈아 콜먼)
- Lukasz Gottwald (루카스 갓왈드)
- Mike Posner (마이크 포즈너)

차트
| Chart (2014)         | Peak position |
| -------------------- | ------------- |
| 대한민국 (가온 차트) | 1             |

## 인증
| 국가                               | 인증        | 판매량/출하량 |
| ---------------------------------- | ----------- | ------------- |
| 미국 (RIAA)                        | 3× 플래티넘 | 3,050,000     |
| 판매량+스트리밍을 기반으로 한 인증 |             |               |

## 같이 보기
- 유튜브 최다 조회수 영상 목록